# Votre beau programme
Votre beau programme était une émission de variétés québécoise diffusée en direct animée par Véronique Cloutier et diffusée les mercredis à 21 h, du 11 janvier 2017 au 29 mars 2017, sur les ondes d'ICI Radio-Canada Télé,. Cette émission marquait le retour de Véronique Cloutier à la télévision après une pause de quelques années. Cependant, elle fut annulée principalement en raison de ses faibles audiences.

## Concept
Votre beau programme offre une heure de divertissement en utilisant comme point de départ les événements, les tendances et les personnalités qui ont marqué la semaine. Véronique Cloutier, accompagnée de son faire-valoir Jean-Sébastien Girard, livre des commentaires, des parodies et des hommages en lien avec ces sujets, en s'appuyant sur des émissions de télévision, des chansons, des modes ou des moments marquants de l'actualité. Elle est accompagnée d'artistes et de personnalités qui participent au jeu et apportent leur complicité. L'objectif principal de l'émission est de divertir et de créer une connexion avec le public.

## Historique

### Annonce de l'émission
Au mois de novembre 2016, Radio-Canada annonce la création d'une nouvelle émission en direct pour remplacer la série Ruptures diffusée les mercredis à 21 h. Cette nouvelle émission serait animée par Véronique Cloutier et s'intitulerait Votre beau programme. 
Lors d'une entrevue avec Marc Cassivi, Cloutier décrit le concept de l'émission comme un mélange de talk-show, de numéros de variétés et de commentaires sur des sujets qui l'intéressent personnellement. Elle a déclaré que l'émission serait une matérialisation de son fil Facebook personnel, offrant ainsi un aperçu de ses centres d'intérêt et de ses préoccupations.

### Inquiétudes
Avant même la première de l'émission, les journalistes expriment leurs inquiétudes face au projet, notamment en raison de la difficulté à définir précisément le concept de l'émission. Ils soulignent également que Radio-Canada a toujours une confiance aveugle en Cloutier, et ils espèrent que le produit final sera à la hauteur des attentes du public qui sont impatient de revoir Cloutier à la télévision.

### Début ambigu
À la suite de la diffusion du premier épisode, les critiques sont mitigées,. Certaines affirment que Véronique Cloutier semblait maîtriser son émission avec assurance, tandis que d'autres soulignent que l'émission semblait quelque peu désorganisée et chaotique,. De plus, elles remettent en question la présence et la pertinence de Jean-Sébastien Girard dans le concept de l'émission. Néanmoins, les critiques s'accordent à dire que l'émission manque de peaufinage. 
Sur les réseaux sociaux, les commentaires haineux se font sentir dès les premières semaines de diffusion. Beaucoup reprochent à l'émission d'être brouillonne, de présenter trop de choses en même temps et de ne pas accorder suffisamment de temps aux invités. Certains ont également exprimé ne pas reconnaître Véronique Cloutier dans ce nouveau projet télévisuel. 

### Avenir incertain
Au mois de février 2017, Cloutier est invitée à l'émission Tout le monde en parle afin de discuter de Votre beau programme. Malgré les critiques portant sur l'émission, Cloutier refuse de qualifier celle-ci d'insuccès. Elle met en avant le bon score d'audience de l'émission, avec environ 1 million de téléspectateurs, en incluant ceux qui la regardent en différé ou sur demande. Selon elle, le problème réside plutôt dans l'audience lors de la diffusion en direct. De plus, Cloutier admet ressentir qu'une partie de la communauté artistique ne la soutient pas dans son projet.

« Quand tu en arraches un peu plus, pis t'as deux roues dans la garnotte, y'en a, au lieu de venir pousser ton auto, y vont te regarder. »

— Véronique Cloutier, Tout le monde en parle
Elle confie également qu'elle ignore si l'émission sera reconduite pour une deuxième saison. Elle ne ferme pas la porte à l'idée d'enregistrer l'émission à l'avance, mais elle soutient que certains numéros de variétés perdraient leur magie si l'émission n'était pas diffusée en direct.
Au début du mois de mars 2017, lors d'une visite des coulisses de l'émission, Louis Morissette admet que l'aspect en direct de Votre beau programme limite considérablement la marge de manœuvre des personnes qui y participent.

« C'est 12 galas en 12 semaines. [...] Peu importe ce qui arrive avec l'émission, qu'elle soit renouvelée ou non, je n'ai jamais travaillé avec une équipe aussi dévouée »

— Louis Morissette, La Presse+

### Annulation de l'émission
Le 12 mai 2017, Véronique Cloutier annonce sur sa page Facebook que Votre beau programme ne sera pas reconduite pour une deuxième saison. Elle admet s'être retrouvée épuisée et déçue au lendemain de la dernière de l'émission.

## Accueil

### Cotes d'écoute
Lors de sa première diffusion, Votre beau programme a été visionné par plus de 940 000 personnes. Bien que ces chiffres soient considérés comme respectables pour Radio-Canada, il était promis aux annonceurs que l'émission attirerait 1,2 million de téléspectateurs. La deuxième semaine, l'émission enregistre une chute de 25 % de son audience, avec un auditoire de 703 000 spectateurs. Les semaines suivantes, l'audience se stabilise aux alentours de 500 000 personnes.

### Accueil critique
Votre beau programme a suscité des réactions polarisées de la part des critiques. Certains ont adoré l'émission malgré son rythme effréné et son manque de peaufinage, tandis que d'autres ont dénoncé précisément ce même trait. 

« Votre beau programme a connu un faux départ duquel il n’a jamais pu se relever. Concept brouillon et ruptures de ton : plusieurs téléphages, perdus dans ce magma de genres et d’influences (Deuxième chance, Prière de ne pas envoyer de fleurs), ont abandonné le show de Véro et n’y sont jamais revenus, malgré les améliorations apportées. »

— Hugo Dumas, La Presse+

« L'une des émissions qui a fait jaser le plus cet hiver, et qui a divisé le plus aussi. Je fais partie de ceux qui ont passé de bons moments le mercredi soir, entre autres pour les parodies, dont "La barmaid est dans le pré", ma préférée. »

— Richard Therrien, Le Soleil

« [On] ne peut pas être contre la vertu et le bonheur que Véro souhaite insuffler à son auditoire. C’est d’ailleurs tout à son honneur de mettre l’accent sur une télé positive, joyeuse et inclusive. Par contre, le mentionner à outrance, comme de la ponctuation dans un texte, mine rapidement les ambitions de l’émission. [...] Au-delà de mes réserves sur le format et l’omniprésence du spectateur dans le contenu, ça reste de la bonne télévision. Cloutier est comme un poisson dans l’eau dans la variété et elle maitrise son plateau avec une aisance réconfortante. »

— Stéphane Morneau, Journal Métro

## Controverse

### Accident de Phil Roy
Lors de la première de l'émission, l'humoriste Phil Roy s'est blessé lors du segment « Divantasalade ». Le concept de ce segment impliquait qu'une personne ou un groupe monte sur un divan alimenté par un moteur de taureau mécanique et fasse la promotion de quelque chose jusqu'à ce qu'ils soient éjectés du divan. Roy était venu promouvoir son nouveau spectacle, intitulé Monsieur. Malheureusement, il a été éjecté du divan et a dû être hospitalisé en urgence. Il a été diagnostiqué avec une entorse cervicale. Quelques jours plus tard, Véronique Cloutier présente ses excuses pour l'incident. Il est à noter que Phil Roy n'a pas engagé de poursuites contre la maison de production KOTV.